# Pieter Gerkens
Pieter Gerkens (Bilzen, 13 agosto 1995) è un calciatore belga, centrocampista del Gent.

## Statistiche

### Presenze e reti nei club
Statistiche aggiornate al 23 Maggio 2021.
| Stagione            | Squadra             | Campionato          | Campionato | Campionato | Coppe nazionali | Coppe nazionali | Coppe nazionali | Coppe continentali | Coppe continentali | Coppe continentali | Altre coppe | Altre coppe | Altre coppe | Totale | Totale | Totale |
| Stagione            | Squadra             | Comp                | Pres       | Reti       | Comp            | Pres            | Reti            | Comp               | Pres               | Reti               | Comp        | Pres        | Reti        | Pres   | Reti   |        |
| ------------------- | ------------------- | ------------------- | ---------- | ---------- | --------------- | --------------- | --------------- | ------------------ | ------------------ | ------------------ | ----------- | ----------- | ----------- | ------ | ------ | ------ |
| 2013-2014           | Genk                | D1                  | 8+5        | 1          | CB              | 1               | 0               | UEL                | 2                  | 0                  | SB          | 0           | 0           | 16     | 1      |        |
| 2014-2015           | Genk                | D1                  | 19         | 1          | CB              | 1               | 0               | -                  | -                  | -                  | -           | -           | -           | 20     | 1      |        |
| 2015-gen. 2016      | Genk                | D1                  | 2          | 0          | CB              | 0               | 0               | -                  | -                  | -                  | -           | -           | -           | 2      | 0      |        |
| Totale Genk         | Totale Genk         | Totale Genk         | 34         | 2          |                 | 2               | 0               |                    | 2                  | 0                  |             | 0           | 0           | 38     | 2      |        |
| gen.-giu. 2016      | Sint-Truiden        | D1                  | 6+6        | 0+2        | CB              | -               | -               | -                  | -                  | -                  | -           | -           | -           | 12     | 2      |        |
| 2016-2017           | Sint-Truiden        | D1                  | 27+11      | 6+8        | CB              | 1               | 0               | -                  | -                  | -                  | -           | -           | -           | 39     | 14     |        |
| Totale Sint-Truiden | Totale Sint-Truiden | Totale Sint-Truiden | 50         | 16         |                 | 1               | 0               |                    | -                  | -                  |             | -           | -           | 51     | 16     |        |
| 2017-2018           | Anderlecht          | D1                  | 24+10      | 3+1        | CB              | 1               | 0               | UCL                | 5                  | 0                  | SB          | 1           | 0           | 41     | 4      |        |
| 2018-2019           | Anderlecht          | D1                  | 24+8       | 5+2        | CB              | 1               | 0               | UEL                | 4                  | 0                  | -           | -           | -           | 37     | 7      |        |
| 2019-2020           | Anderlecht          | D1                  | 7          | 0          | CB              | 0               | 0               | -                  | -                  | -                  | -           | -           | -           | 7      | 0      |        |
| Totale Anderlecht   | Totale Anderlecht   | Totale Anderlecht   | 73         | 11         |                 | 2               | 0               |                    | 9                  | 0                  |             | 1           | 0           | 85     | 11     |        |
| 2020-2021           | Anversa             | D1                  | 37         | 3          | CB              | 2               | 0               | UEL                | 7                  | 2                  | -           | -           | -           | 46     | 5      |        |
| Totale carriera     | Totale carriera     | Totale carriera     | 165        | 30         |                 | 5               | 0               |                    | 12                 | 1                  |             | 1           | 0           | 183    | 31     |        |

## Palmarès

### Club

#### Competizioni nazionali
- Supercoppa del Belgio: 1

Anderlecht: 2017
- Coppa del Belgio: 1

Anversa: 2022-2023
- Campionato belga: 1

Anversa: 2022-2023